# Тракийски научен институт
Тракийският научен институт е българска научна организация, създадена през 1934 година, която има за цел изучаването на географската област Тракия и предимно на българското население в нея.
Издава ежегодни сборници и работи в синхрон със Съюза на тракийските дружества в България.
Намира се в София улица „Стефан Караджа“ №7, в имот закупен със средствата на фондация „Баш Клисе“. Председателства се от професор Иван Филчев и има десетки членове, които се избират от тракийските организации.